# Jagdstaffel 6

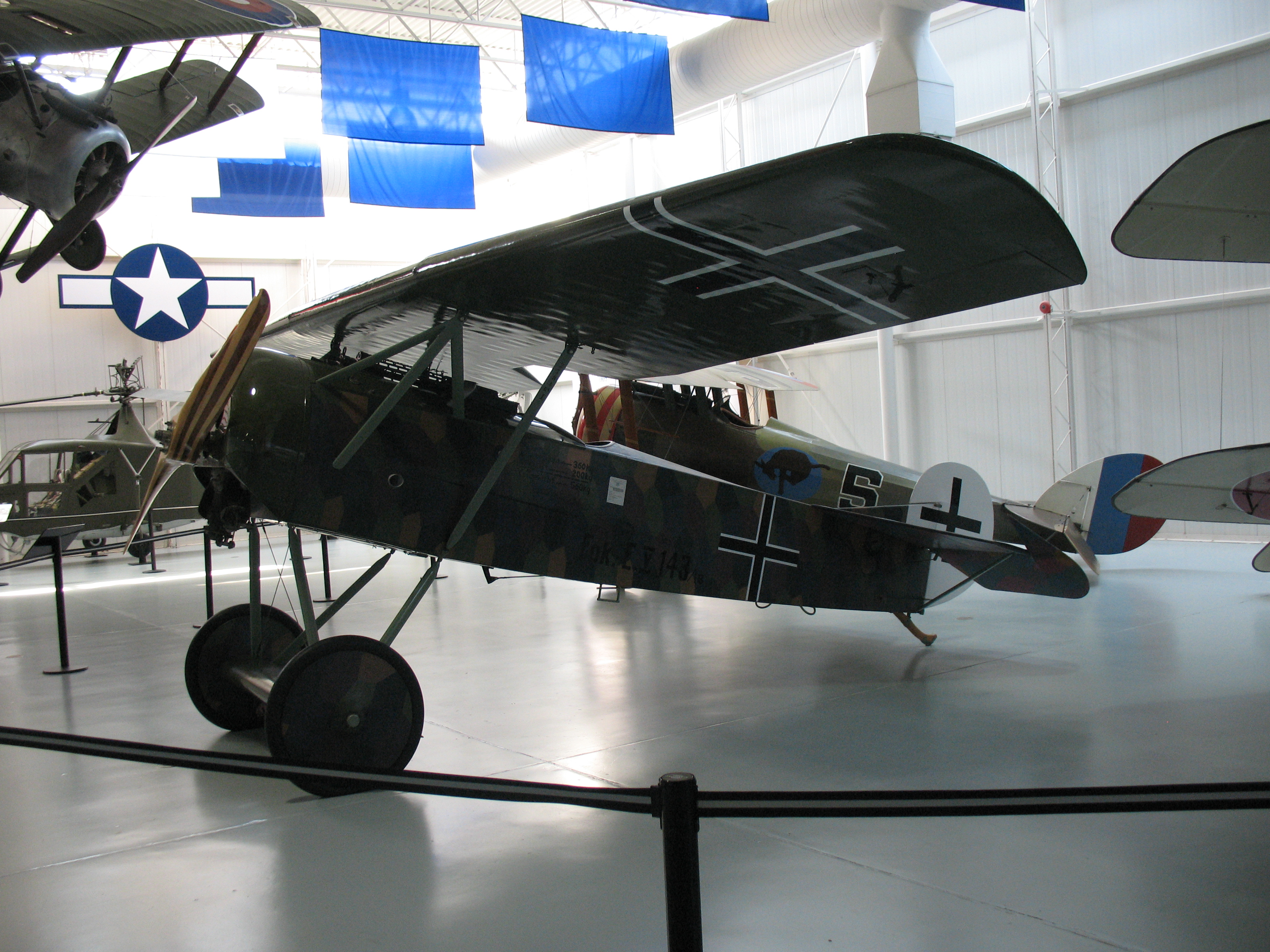
Fokker D.VIII.

Jagdstaffel 6 – Königlich Preußische Jagdstaffel Nr. 6 – Jasta 6 – jednostka lotnictwa niemieckiego Luftstreitkräfte z okresu I wojny światowej.

## Informacje ogólne
Jednostka została utworzona w Martincourt w sierpniu 1916 roku, jako jedna z pierwszych 12 eskadra w pierwszym etapie reorganizacji lotnictwa. Organizację eskadry, która powstała na bazie KEK Jametz i KEK Sivry powierzono porucznikowi Fritz von Bronsart-Schellendorf. Została zmobilizowana w dniu 21 września 1916 roku.
Eskadra walczyła na samolotach: Fokker E.I, Albatros D.I, Albatros D.II, Albatros D.III, Albatros D.VII Fokker D.VIII, Fokker Dr.I na froncie zachodnim.
Jasta 6 w całym okresie wojny odniosła 201 zwycięstwa. W okresie od sierpnia 1916 do listopada 1918 roku jej straty wynosiły 11 zabitych w walce, 9 rannych oraz 2 zabitych w wypadkach i 3 w niewoli.
Łącznie przez jej personel przeszło 18 asów myśliwskich:
Hans Kirschstein (27), Hans von Adam (18), Eduard Ritter von Dostler (18), Franz Hemer (18), Johannes Janzen (12), Richard Wenzl (12), Paul Wenzel (10), Fritz Krebs (8), Moritz-Waldemar Bretschneider-Bodemer (6), Ulrich Neckel (6), Wilhelm Reinhard (6), Kurt Kuppers (5), Karl Deilmann (4), Fritz Otto Bernert (3), Friedrich Mallinckrodt (2), Friedrich Noltenius (2), Otto von Breiten-Landenberg (1), Fritz Loerzer (1).

## Dowódcy Eskadry
| Stopień   | Nazwisko                  | Okres                   |
| --------- | ------------------------- | ----------------------- |
| Porucznik | Josef Wulff               | 28.08.1916 – 01.03.1917 |
| Porucznik | Fritz Otto Bernert        | 01.03.1917 – 09.06.1917 |
| Porucznik | Eduard Ritter von Dostler | 24.06.1917 – 21.08.1917 |
| Porucznik | Hans von Adam             | 22.08.1917 – 15.11.1917 |
| Porucznik | Wilhelm Reinhard          | 16.11.1917 – 28.04.1918 |
| Porucznik | Johannes Janzen           | 03.05.1918 – 09.06.1918 |
| Porucznik | Hans Kirschstein          | 10.06.1918 – 16.07.1918 |
| Porucznik | Paul Wenzel               | 19.07.1918 – 11.08.1918 |
| Porucznik | Richard Wenzl             | 11.08.1918 – 09.09.1918 |
| Porucznik | Ulrich Neckel             | 09.09.1918 – 11.11.1918 |